# Vorbis
Vorbis是一種有損音訊壓縮格式，由Xiph.Org基金會所領導並開放原始碼的一個免費的開源軟件項目。該項目為有損音頻壓縮產生音頻編碼格式和軟件參考編碼器╱解碼器（編解碼器）。Vorbis通常以Ogg作為容器格式，所以常合稱為Ogg Vorbis。
Vorbis是1993年由克里斯·蒙哥馬利開始的音頻壓縮開發的延續。1998年9月，夫朗和斐協會宣布計劃收取MP3音頻格式的專利許可費用，该事件触发了Vorbis的密集开发。Vorbis項目是Xiphophorus公司的Ogg項目（也稱為OggSquish多媒體項目）的一部分。克里斯·蒙哥馬利開始了這個項目的工作，並得到越來越多的其他開發者的幫助。他們繼續改進源代碼，直到Vorbis文件格式在2000年5月被凍結為1.0。原來授權為LGPL，2001年，Vorbis許可證被更改為BSD許可證，以鼓勵採納，理查德·斯托曼參考軟件的穩定版本（1.0）於2002年7月19日發布。
Xiph.Org基金會維護一個參考實現編解碼器libvorbis。還有一些微調的分支，最引人注目的是aoTuV，提供更好的音頻質量，特別是在低比特率。這些改進會定期地合併回參考代碼庫。
目前Xiph.Org基金會建議使用延遲更低、音質更好的Opus編碼來取代Vorbis。

## 技術特點
1. 32 kb/秒（-q-2）到500 kb/秒（-q10）的比特率。
2. 采样率从8 kHz（窄带）到192 kHz（超频）。
3. 支援採樣精度 16bit\20bit\24bit\32bit。
4. 採用可变比特率（VBR），動態調整比特率達到最佳的編碼效果。
5. 支持单声道、立体声、四聲道和5.1環繞聲道；支持多达255个音軌（多数据流的帧）。
6. 可动态调节比特率，音频带宽和帧大小。
7. Vorbis使用了一种灵活的格式，能够在文件格式已经固定下来后还能对音质进行明显的调节和新算法调校。
8. 可以封裝在多種媒體容器格式中，如Ogg（ .oga）、Matroska（ .mka）、WebM（ .webm）等。

## 技術細節
| 音質 | 名義比特率               | 名義比特率             |
|      | 官方Xiph.Org基金會Vorbis | aoTuV beta 3及更高版本 |
| ---- | ------------------------ | ---------------------- |
| -q-2 | 不可用                   | 32 kbit/s              |
| -q-1 | 45 kbit/s                | 48 kbit/s              |
| -q0  | 64 kbit/s                | 64 kbit/s              |
| -q1  | 80 kbit/s                | 80 kbit/s              |
| -q2  | 96 kbit/s                | 96 kbit/s              |
| -q3  | 112 kbit/s               | 112 kbit/s             |
| -q4  | 128 kbit/s               | 128 kbit/s             |
| -q5  | 160 kbit/s               | 160 kbit/s             |
| -q6  | 192 kbit/s               | 192 kbit/s             |
| -q7  | 224 kbit/s               | 224 kbit/s             |
| -q8  | 256 kbit/s               | 256 kbit/s             |
| -q9  | 320 kbit/s               | 320 kbit/s             |
| -q10 | 500 kbit/s               | 500 kbit/s             |

Vorbis適用於從8 kHz（語音）到192 kHz（數位專業）和一系列聲道表示（單聲道，複音，立體聲，四聲道，5.1環繞聲道或最多255個離散音軌）的採樣率。根據指定的質量設置，給定44.1 kHz（標準CD音頻採樣頻率）立體聲輸入，編碼器將產生大約45到500 kbit / s的輸出（對於aoTuV調諧，為32到500 kbit / s）。Xiph庫的質量設置為-0.1至1.0，aoTuV為-0.2至1.0。編碼前端將這些值映射到基於整數的質量設置，對於Xiph庫為-1到10，對於aoTuV為-2至10。使用給定質量設置編碼的文件應在編碼器的所有版本中具有相同的聲音質量，但較新版本應能夠以較低的比特率實現該質量。上述比率僅為近似值；Vorbis是固有的可變比特率（VBR），因此比特率可能會從樣本到樣品差異很大。（它是一個自由形式的可變比特率編解碼器，數據包沒有最小大小，最大大小或固定/預期大小。）
Vorbis旨在比MP3更有效率，數據壓縮透明度可在較低的比特率下獲得。

### 編碼算法的概要
Vorbis I是基於改進的離散餘弦變換（MDCT）的前向自適應單片變換編解碼器。Vorbis使用修改後的離散餘弦變換將聲音數據從時域轉換為頻域。所得到的頻域數據被分解為本底噪聲和殘差分量，然後使用基於碼本的矢量量化算法進行量化和熵編碼。解壓縮算法反轉這些階段。當本地比特率太低而無法對音頻進行編碼而無可察覺的損耗時，本底噪聲方式會使Vorbis成為其類似模擬噪聲的故障模式。

### 調整版本
編碼器（Garf，aoTuV或MegaMix）的各種調優版本試圖在指定的質量設置下提供更好的聲音，通常通過暫時提高比特率來處理某些有問題的波形。大多數調音版本的Vorbis都嘗試修復前回波問題，並提高質量較差設置（-q-2至-q4）的聲音質量。由Vorbis用戶社區（特別是aoTuV beta 2調音）創建的一些調優建議已被納入1.1.0版本。

### 容器格式
主要是Ogg，除了Ogg，Vorbis流可以封裝在其他媒體容器格式中。通常使用的另一種方法是Matroska的。它也用於WebM，一種基於Matroska子集的容器格式。Vorbis的流也可以在封裝的RTP Payload格式。

### 元數據
Vorbis元數據稱為Vorbis評論，支持類似於ID3標準中實現的元數據標籤。元數據存儲在任意長度和大小的八位乾淨的字符串的向量中。向量的大小和每個字符串的大小（以字節為單位）限制為2 32 -1（約43 億，或可以以32位表示的任何正整數）。該向量存儲在開始Vorbis比特流的第二標頭包中。假設字符串被編碼為UTF-8。

## 部署與採用
Vorbis格式已被證明在自由軟件的支持者中受到歡迎。他們認為，其更高的忠誠度和完全自由的性質，不受專利的約束，使其成為專利和限制格式的合適替代品。
Vorbis對消費品有不同的用途。許多視頻遊戲標題將遊戲中的音頻存儲為Vorbis，包括“失憶症：黑暗後裔”，“俠盜獵車手：聖安地列斯”，“最後一戰：戰鬥進化”和“魔獸世界”等。流行的軟件播放器支持Vorbis播放本機或通過外部插件。許多網站使用它，包括維基百科。其他包括Jamendo和Mindawn，以及幾個國家廣播電台，如JazzRadio，絕對電台，全國公共廣播電台，新西蘭電台和德國廣播電台。國際串流音樂服務商Spotify使用Vorbis格式為它的音頻流。而且，法國音樂網站Qobuz為客戶提供了以Vorbis格式下載他們購買的歌曲的可能性，美國音樂網站Bandcamp也是如此。
Vorbis面臨來自其他音頻格式的競爭，如MP3。雖然Vorbis在技術上是優越的，但MP3具有更高的公眾形象。由於Vorbis沒有大型組織的財務支持，對格式的支持並不那麼普遍，儘管Audacity等程序可以轉換為更受歡迎的格式，遊戲支持也逐漸提高。

## 外部連結
- Vorbis官方網站